# Michael Sauer (Historiker)
Michael Sauer (* 10. Dezember 1955 in Wuppertal) ist ein deutscher Geschichtsdidaktiker.

## Leben
Sauer studierte Germanistik und Geschichtswissenschaft an der Universität Hannover. 1983 wurde er dort mit einer Studie zur Rezeption Bertolt Brechts in der Schule promoviert. Seine Habilitation erfolgte im Jahre 2002 an der Universität Kassel. 2004 folgte er Horst Kuss als Professor auf den Lehrstuhl für Didaktik der Geschichte der Universität Göttingen.
Seine Arbeitsgebiete waren zunächst die Literaturdidaktik und dann die Bildungsgeschichte. In beiden Gebieten hat Sauer Monografien und Aufsätze veröffentlicht. Seit Mitte der 1990er-Jahre liegt sein Arbeitsschwerpunkt im Bereich der Geschichtsdidaktik. Dort hat er sich vor allem mit Medien und Methoden des Geschichtsunterrichts beschäftigt, aber auch empirische Studien vorgelegt. Seine 2001 in der ersten Auflage erschienene Einführung in die Didaktik und Methodik ist in zahlreichen Auflagen erschienen und gilt als Standardwerk. Außerdem hat er Monografien zu Bildquellen, Textquellen und Liedern publiziert.
Sauer ist (Mit-)Herausgeber der Zeitschriften Geschichte lernen und Geschichte in Wissenschaft und Unterricht sowie der Schulbuchreihe Geschichte und Geschehen im Ernst Klett Verlag. Von 2007 bis 2011 war er stellvertretender Vorsitzender des Fachverbands Konferenz für Geschichtsdidaktik, von 2011 bis 2015 dessen Vorsitzender.

## Schriften
Schriftenverzeichnis von Michael Sauer. In: Marco Dräger, Sabine Horn (Hrsg.): Geschichte und ihre Didaktik unterrichten. Festschrift für Michael Sauer. Wochenschau Verlag, Frankfurt a. M. 2024, ISBN 978-3-7344-1657-6, S. 213–226.

### Monografien
- Brecht in der Schule. Beiträge zu einer Rezeptionsgeschichte Brechts (= Stuttgarter Arbeiten zur Germanistik. Bd. 137), Heinz, Stuttgart 1984, ISBN 978-3-88099-141-5.
- Volksschullehrerbildung in Preußen. Die Seminare und Präparandenanstalten vom 18. Jahrhundert bis zur Weimarer Republik. Böhlau, Köln-Wien 1987, ISBN 978-3-412-05687-2.
- Historische Lieder. Klett, Stuttgart 1997, ISBN 978-3-12-415543-6.
- Vom „Schulehalten“ zum Unterricht. Preußische Volksschule im 19. Jahrhundert. Böhlau, Köln u. a. 1998, ISBN 3-412-17397-5.
- Bilder im Geschichtsunterricht. Typen – Interpretationsmethoden – Unterrichtsverfahren. Kallmeyer, Seelze 2000, ISBN 3-7800-4923-6.
- Geschichte unterrichten. Eine Einführung in die Didaktik und Methodik. Kallmeyer, Seelze 2001, ISBN 978-3-7800-4925-4.
- Textquellen im Geschichtsunterricht. Konzepte – Gattungen – Methoden. Kallmeyer, Seelze 2018, ISBN 978-3-7727-1216-6.
- Begriffslernen und Begriffsarbeit im Geschichtsunterricht. Wochenschau, Frankfurt a. M. 2019, ISBN 978-3-7344-0800-7.
- Die Hand als Motiv der politischen Ikonographie. Wochenschau, Frankfurt a. M. 2022, ISBN 978-3-7344-1359-9.

### Herausgeberschaften
- Bilder – Wahrnehmungen – Konstruktionen. Reflexionen über Geschichte und historisches Lernen. Festschrift Ulrich Mayer, Wochenschau, Schwalbach/Ts. 2006 (hrsg. mit Markus Bernhardt und Gerhard Henke-Bockschatz), ISBN 978-3-89974-155-1.
- Geschichtsdidaktik empirisch. Untersuchungen zum historischen Denken und Lernen, Lit, Berlin 2006 (hrsg. mit Hilke Günther-Arndt), ISBN 978-3-8258-8449-9.
- Geschichte und Öffentlichkeit. Orte – Medien – Institutionen, Vandenhoeck & Ruprecht, Göttingen 2009 (hrsg. mit Sabine Horn), ISBN 978-3-8252-3181-1.
- Interpersonal Understanding in Historical Context, Sense, Rotterdam 2010 (hrsg. mit Matthias Martens u. a.), ISBN 978-9460910678.
- Zeitgeschichte – Medien – Historische Bildung, Vandenhoeck & Ruprecht, Göttingen 2010 (hrsg. mit Susanne Popp, Bettina Alavi, Marko Demantowsky und Gerhard Paul), ISBN 978-3-89971-653-5.
- Spurensucher. Ein Praxisbuch für historische Projektarbeit, Körber, Hamburg 2013, ISBN 978-3-89684-476-7.
- Geschichtslernen in biographischer Perspektive. Nachhaltigkeit – Entwicklung – Generationendifferenz, Vandenhoeck & Ruprecht, Göttingen 2014 (hrsg. mit Charlotte Bühl-Gramer, Anke John, Marko Demantowsky und Alfons Kenkmann), ISBN 978-3-8470-0309-0.
- Geschichte im interdisziplinären Diskurs. Grenzziehungen – Grenzüberschreitungen – Grenzverschiebungen, Vandenhoeck & Ruprecht, Göttingen 2016 (hrsg. mit Charlotte Bühl-Gramer, Anke John, Astrid Schwabe, Alfons Kenkmann und Christian Kuchler), ISBN 978-3-8471-0635-7.
- Zur Professionalisierung von Geschichtslehrerinnen und Geschichtslehrern. Nationale und internationale Perspektiven, Vandenhoeck & Ruprecht, Göttingen 2018 (hrsg. zusammen mit Susanne Popp, Bettina Alavi, Marko Demantowsky und Alfons Kenkmann), ISBN 978-3-8471-0087-4.
- Zugänge zur Public History. Formate – Orte – Inszenierungsformen, Wochenschau, Frankfurt a. M. 2019 (hrsg. mit Frauke Geyken), ISBN 978-3-7344-0823-6.